# 山梨県道407号十谷鬼島線
山梨県道407号十谷鬼島線（やまなしけんどう407ごう じゅっこくおにしません）は、山梨県南巨摩郡富士川町を起点・終点とする一般県道である。

## 概要

### 路線データ
- 起点：山梨県南巨摩郡富士川町十谷（総合交流ターミナルつくたべかん付近）
- 終点：山梨県南巨摩郡富士川町鰍沢（十谷入口交差点＝国道52号交点）

## 通過する自治体
- 南巨摩郡富士川町

## 交差・接続する道路
- 国道52号（十谷入口交差点）

## 周辺
- 十谷温泉
- 富士川町立五開小学校